# ミストレス〜女たちの秘密〜
『ミストレス〜女たちの秘密〜』（ミストレス おんなたちのひみつ）は、NHK総合テレビの「ドラマ10」枠にて2019年4月19日から6月21日まで放送された日本のテレビドラマ。連続10回。

## 概要
イギリス・BBCで2008年から2010年に放送され各国でリメイクされた人気ドラマシリーズ『ミストレス 愛人たちの秘密』(en:Mistresses (UK TV series))の日本リメイク版で、偶然の出会いから親友となった、それぞれ深刻な問題を秘めた4人の女性の物語を「生きるとは?」「人生の幸せとは?」をテーマに描く。主演は長谷川京子。

## 登場人物

### 主要人物
柴崎香織
演 - 長谷川京子
内科・心療内科医。
野口友美
演 - 水野美紀
主婦。パン屋勤務。夫が海外での事故で行方不明となり、女手一つで娘を育てる。
原田冴子
演 - 玄理
ビジネスウーマン。化粧品会社勤務。
水島樹里
演 - 大政絢
フィットネスジムのトレーナー。

### 柴崎香織の関連人物
木戸貴志
演 - 杉野遥亮
大学生。建築学を学ぶ。
木戸佳恵
演 - 麻生祐未
貴志の母。
木戸光一郎
演 - 橋本さとし
貴志の父。建築家。
小田切良太
演 - 蟹江一平
外科医。香織の元恋人で、大学病院時代の同僚。
柴崎洋子
演 - 萩尾みどり
香織の母。

### 野口友美の関連人物
安岡周平
演 - 甲本雅裕
海外絵本の翻訳家。小学生の娘を持つシングルファーザー。
野口俊哉
演 - 吉沢悠
友美の夫。建設会社社員。海外へ単身赴任中に事故に巻き込まれ行方不明。
ミキ
演 - 筧美和子
謎の人物。友美に近づく女。幼い男の子を持つ。

### 原田冴子の関連人物
原田悟史
演 - 佐藤隆太
冴子の夫。グラフィックデザイナー。
坂口新
演 - 細田善彦
冴子の年下の同僚。
荒木太蔵
演 - 螢雪次朗
冴子の上司。

### 水島樹里の関連人物
須藤玲
演 - 篠田麻里子
スタイリスト。レズビアン。
曽我部直生
演 - 森優作
樹里の婚約者。
樹里パパ
声 - 山寺宏一
謎の人物。手広く商売をしている。

## スタッフ
- 脚本 - 吉田紀子、横田理恵
- 音楽 - 佐藤直紀
- 主題歌 - NakamuraEmi「ばけもの」[7]
- 制作統括 - 後藤高久（NHKエンタープライズ）、髙橋練（NHK）
- プロデューサー - 樋渡典英
- 演出 - 片岡敬司、福井充広、坂梨公紀

## 放送日程
| 放送回 | 放送日  | サブタイトル   | 脚本     | 演出     | 視聴率 |
| ------ | ------- | -------------- | -------- | -------- | ------ |
| 第1話  | 4月19日 | 予期せぬ出来事 | 吉田紀子 | 片岡敬司 | 03.7%  |
| 第2話  | 4月26日 | 危険な香り     | 吉田紀子 | 片岡敬司 | 03.6%  |
| 第3話  | 5月03日 | 愛の落とし穴   | 横田理恵 | 片岡敬司 | 03.2%  |
| 第4話  | 5月10日 | 危ういキス     | 横田理恵 | 福井充広 | 04.6%  |
| 第5話  | 5月17日 | 誤算           | 吉田紀子 | 福井充広 | 04.0%  |
| 第6話  | 5月24日 | 溺れる女たち   | 吉田紀子 | 片岡敬司 | 03.9%  |
| 第7話  | 5月31日 | 嘘の代償       | 横田理恵 | 坂梨公紀 | 03.5%  |
| 第8話  | 6月07日 | 告白           | 横田理恵 | 福井充広 | 04.1%  |
| 第9話  | 6月14日 | 逆襲           | 吉田紀子 | 片岡敬司 | 04.1%  |
| 最終話 | 6月21日 | 新しい世界     | 吉田紀子 | 片岡敬司 | 03.7%  |